# Bakpinka jezik
Bakpinka jezik (begbungba, iyongiyong, iyoniyong, uwet; ISO 639-3: bbs), nigersko-kongoanski jezik uže skupine Cross River, podskupine agoi-doko-iyoniyong. 
Njime govori oko 4 000 ljudi (2006) na području nigerijske države Cross River.

## Vanjske poveznice
- Ethnologue (14th)
- Ethnologue (15th)